# Kalmar konstmuseum

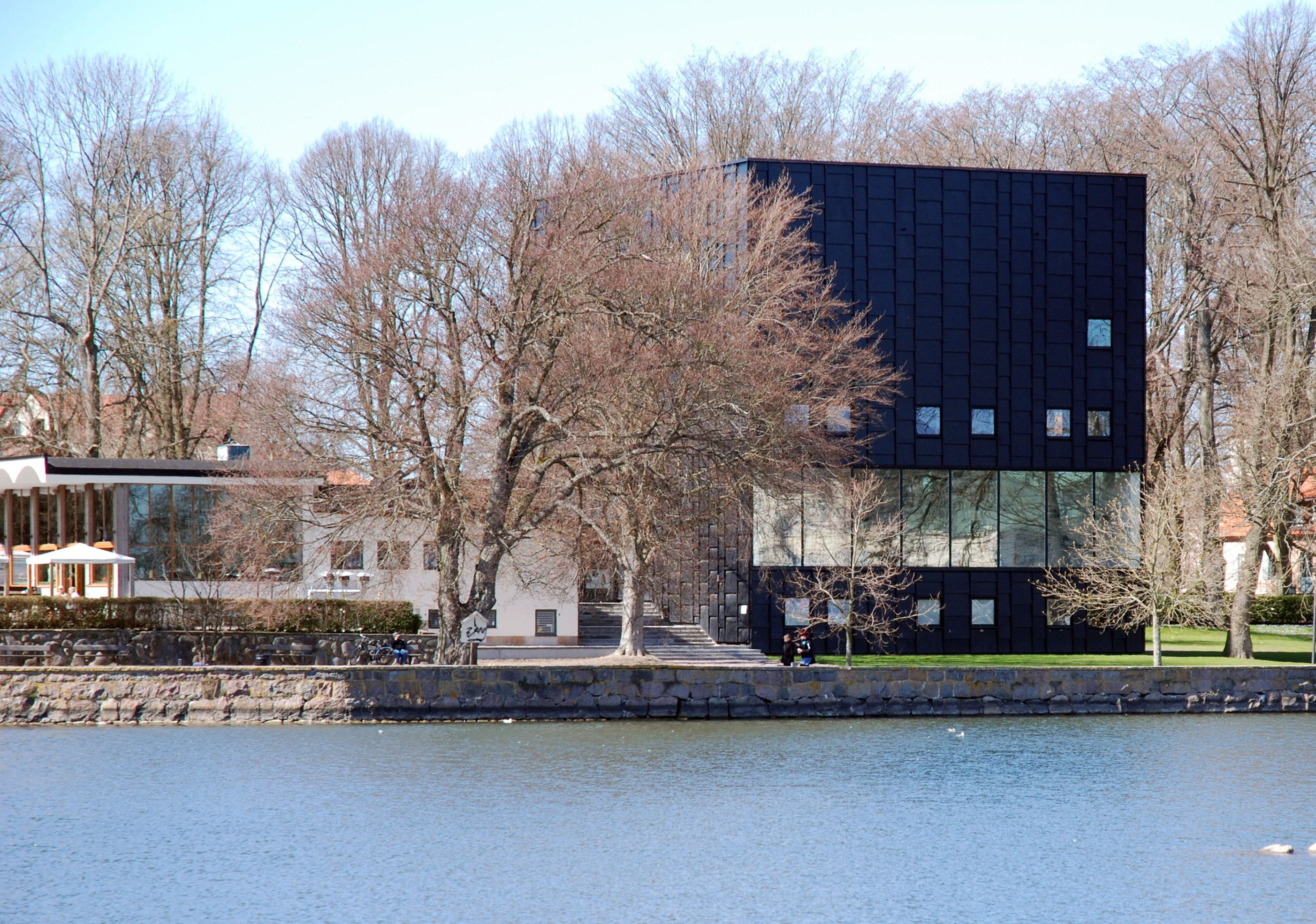
Kalmar konstmuseum

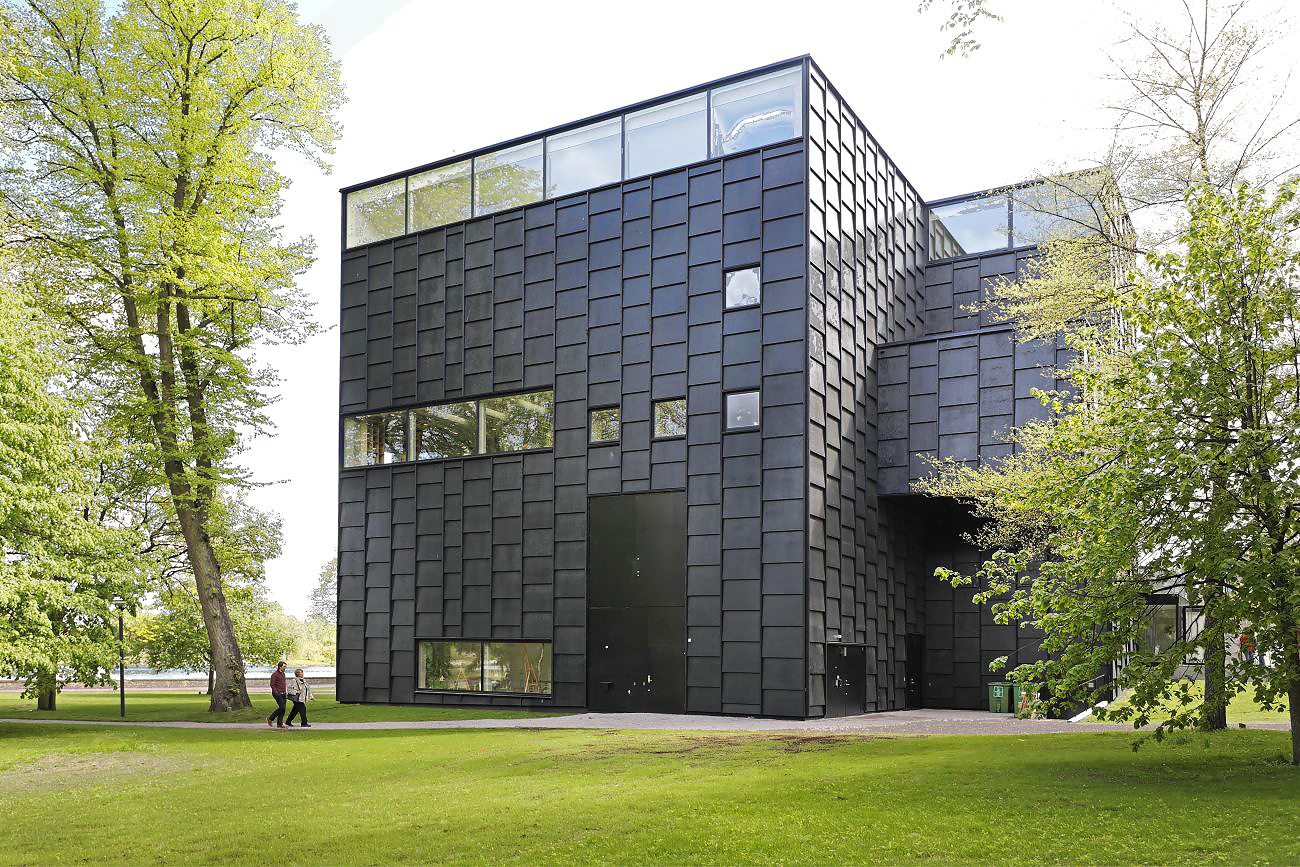
Kalmar konstmuseum

Kalmar konstmuseum är ett regionalt konstmuseum i Kalmar, med Kalmar konstförening som huvudman. Museet grundades 1942, och 2008 uppfördes en ny museibyggnad i stadsparken i Kalmar. 
Museet visar samtidskonst. Utställningarna speglar även det regionala konstlivet och verk ur Kalmar konstförenings samling, som framför allt består av verk från den svenska romantiken och modernismen, den regionala konsten i Kalmar län och den samtida konsten. I samlingen finns verk av bland andra Anders Zorn, Carl Larsson, Lotte Laserstein och Vera Nilsson.
Kalmar Konstförening är också huvudman för Designarkivet, som är en systerorganisation till Kalmar Konstmuseum.

## Historik
Kalmar konstförening grundades 1917. Betydande donationer till samlingen kom från Ivar Kreuger, John Jeansson och Bessie Kreuger. Museet flyttade 1942 till lokaler i det gamla lasarettet. Olika lokallösningar diskuterades under åren, bland annat att infoga museet i Kalmar läns museums lokaler samt att göra en tillbyggnad och bygga samman med intilliggande fastigheter.

## Nuvarande byggnad
År 2004 beslutades att en helt ny byggnad skulle uppföras i stadsparken. En internationell tävling genomfördes och i februari 2005 presenterades det vinnande förslaget Plattform, ritat av Martin Videgård Hansson och Bolle Tham. 
Den nya museibyggnaden invigdes i maj 2008. Den har fyra plan och är utformad som en svart, ej helt regelbunden, kub med träfasad. I markplanet finns en utskjutande del i glas för huvudingången.
Konstmuseet uppfördes på tidigare ej utgrävda delar av medeltida Kalmar. Museet byggdes på en gjuten betongplatta vilken kom att överlagra de medeltida stads- och hamnlager som finns under mark. På ett par ställen skulle djupare konstruktioner byggas, där gjordes särskilda arkeologiska undersökningar av Kalmar Läns Museum. I och med den undersökningen lades nya bitar till Kalmars medeltida pussel och tidigare kunskap kunde revideras. Ett stort antal fynd tillvaratogs från de olika schakten som speglar ett fyndmaterial från tidig medeltid fram till 1600-talets mitt.  
Byggnaden belönades med Kasper Salin-priset 2008.

## Museichefer
- 1942–1966 Manne Hofrén
- 1966–1999 Erik Broman
- 1999–2008 Klas Börjesson
- 2009–2016 Bengt Olof Johansson
- 2016–2018 Joanna Sandell Wright
- 2019–2023 Bettina Pehrsson
- 2024– Jonas Holmberg